# إيفان كابيلي
إيفان كابيلي (بالإيطالية: Ivan Capelli)‏ مواليد 24 مايو 1963 في ميلانو، هو سائق فورملا 1 إيطالي سابق كان قد بدأ مسيرته الاحترافية سنة 1985. كان أول سباق له هو جائزة إيطاليا الكبرى 1985. خاض خلال مسيرته 98 سباقاً.

## سباقات شارك فيها
- لو مان 24 ساعة
- بطولة فورمولا 3 الإيطالية
- بطولة العالم لسيارات السياحة

## روابط خارجية
- إيفان كابيلي على موقع Racing-Reference.info (الإنجليزية)
- إيفان كابيلي على موقع DriverDB.com (الإنجليزية)
- إيفان كابيلي على موقع eWRC-results.com (الإنجليزية)
- إيفان كابيلي على موقع CONI honoured athlete website (الإيطالية)